# رانیه
رانیه شهری است در کردستان عراق که در ۱۳۰ کیلومتری شمال شهر سلیمانیه و ۱۲۰ کیلومتری خاور اربیل واقع شده‌است.
این شهر مرکز شهرستان رانیه و جزئی از استان سلیمانیه است.
شهر رانیه در دامنهٔ کوه بلندی به نام کێوه‌ڕه‍.ش (به کردی سورانی به معنی کوه سیاه) که بلندترین قله رشته‌کوه‌های قندیل است، جای گرفته‌است (بخشی از رشته‌کوه‌های قندیل در شهرستان‌های قلعه‌دزه یا پشدر در استان سلیمانیه و چومان در استان اربیل نیز قرار دارد). در شمال و باختر این شهر کوه‌های ماکوک، حاجیله و کلکه کورین قرار دارد.
شهر رانیه در قدیم به خاطر نیازهای کشاورزی و در کنار چشمه‌های آب پدید آمده و رشد کرد و قلعه‌اش یکی از قلاع مهم امارت بابان بوده و هست و خواهد بود. از دههٔ ۱۹۸۰ میلادی به این‌سو و در پی سیاست بیرون راندن اجباری روستانشینان کرد از روستاها در عراق، این شهر مهاجرت زیادی به خود دیده و رشدی سریع کرد.
مردم این شهر بیشتر از طایفه‌های جاف، بلباس، آکو و شاوری هستند.
مردم رانیه برای اولین بار در منطقه کردستان عراق، در تاریخ ۶ مارس ۱۹۹۱ علیه دولت صدام حسین دست به شورش زدند و به این خاطر در کردستان عراق این شهر با لقب «دروازهٔ شورش» یا به‌قول کُردی «دروازهٔ ڕاپه‌رین» شناخته می‌شود.
دانشگاه «ڕاپه‌رین» در سال ۲۰۱۰ میلادی، توسط دکتر برهم احمد صالح نخست‌وزیر آن موقع اقلیم کردستان و رئیس‌جمهور کنونی عراق در این شهر راه‌اندازی شد.

## نگارخانه

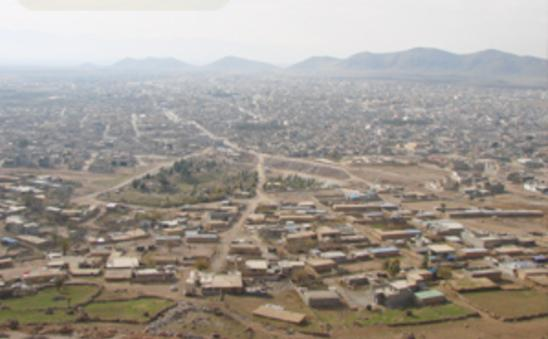
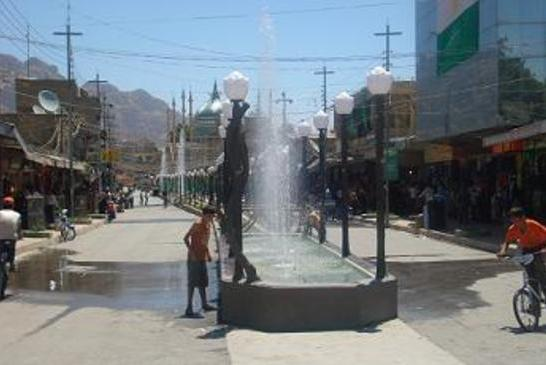
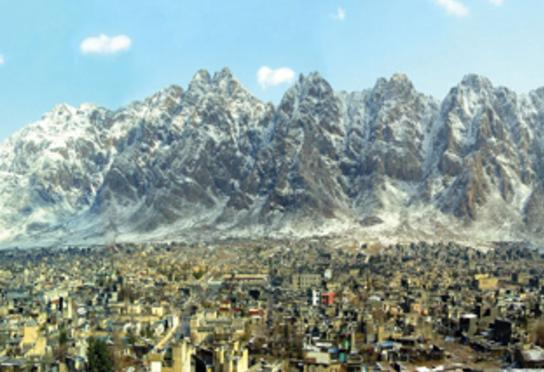
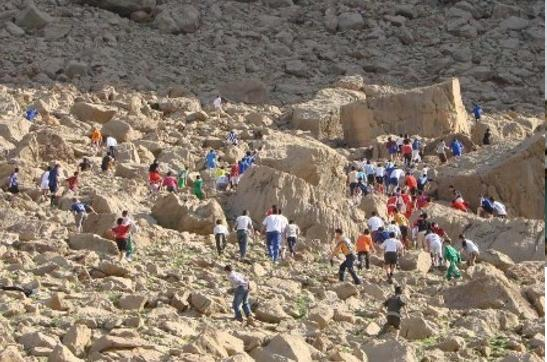
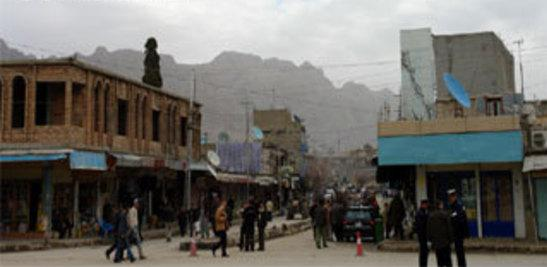

- پرونده:مزگه‌وتی گه‌وره‌ی ڕانیه‌.png